# 歌川貞芳
歌川 貞芳（うたがわ さだよし、生没年不詳）とは、江戸時代の大坂の浮世絵師。

## 来歴
歌川国貞の門人、のちに歌川貞升に絵を学ぶ。大坂の人。俗称は肥後屋貞七郎。画姓に歌川を称し貞芳、魁春亭、梅窓園、葵生斎、国瓢亭、五飄亭、五瓢亭と号す。戯作者として梅窓園琴金とも称した。大坂島の内心斎橋通に住む。作画期は天保8年（1837年）から嘉永6年（1853年）の頃にかけてで、役者絵や根本、絵本の作画、また摺物を手がけた。

## 作品
- 『傾城遊山桜』二編13冊　※根本、天保10年（1839年）刊行。挿絵を歌川貞広とともに描く。
- 『敵討高音皷』二編10冊　※根本、天保12年（1841年）刊行
- 『英傑三国誌伝』3冊　※絵本、嘉永3年（1850年）刊行
- 『よしこの五十三駅』（よしこのごじゅうさんつぎ）1冊　※歌謡書
- 『なげ扇源氏よしこ』1冊　※弘化4年（1847年）刊行
- 『浪花夢』三巻5冊　※平亭銀鶏作。人情本、天保6年（1835年）刊行。挿絵を貞広とともに描く。
- 「三味線を持つ芸妓立像」　大判錦絵上下2枚継　※天保末年
- 「御暇乞きやうげん　奴蘭平・尾上多見蔵　悴しげ蔵・尾上和市」
- 「加藤正清・初代片岡市蔵」　大判錦絵　※嘉永3年10月、筑後芝居『八陣守護城』より
- 「江戸名所高輪之図」　団扇絵　※天保10年
- 「おはん・尾上菊五郎　長右衛門・中村歌右衛門」　大判錦絵　※天保13年